# Бейни
Бейни (ингуш. Бейни) — село в Джейрахском районе Ингушетии. Административный центр сельского поселения Бейни.

## География
Расположено к северо-востоку от районного центра Джейрах.
Ближайшие сёла с постоянным населением: на юге — Армхи, на юго-востоке — Ляжги, на юго-западе — Джейрах.

## История
Село было покинуто в 1944 году в связи с депортацией ингушей. Сейчас рядом расположен палаточный лагерь, работающий в сезон (из Бейни — наиболее краткий путь на гору Столовая (Мят-лоам).

## Население
| 1926 | 2006 | 2007 | 2008 | 2009 | 2010 |
| ---- | ---- | ---- | ---- | ---- | ---- |
| 27   | ↗320 | ↗324 | ↗330 | ↗336 | ↘70  |
| 2011 | 2012 | 2013 | 2015 | 2016 | 2019 |
| ↘59  | ↘58  | ↗72  | ↗81  | ↗89  | ↗102 |
| 2024 |      |      |      |      |      |
| ↗214 |      |      |      |      |      |

Фамилии из Бейни:
- Местоевы — 320 чел. (190 м. 130 ж.)
- Мурзабековы — 400 чел. (200 м. 200 ж.)
- Келиговы — 150 чел. (50 м. 100 ж.)
- Шаухаловы — 60 чел. (40 м. 20 ж.)
- Берсановы — 200 чел. (110 м. 90 ж.)
- Всего — 1,130 чел.

## Образование
- Бейнийская муниципальная начальная общеобразовательная школа[11].